# Taggpunggrävlingar
Taggpunggrävlingar (Echymipera) är ett släkte i familjen punggrävlingar med fem arter.

## Utseende
Liksom andra medlemmar i samma familj kännetecknas taggpunggrävlingar av en långsträckt nos och korta öron. Släktets namn syftar på de styva håren som påminner om taggar. Pälsens färg är på ovansidan vanligen rödaktig, brun eller svart. Undersidan är ljusare, oftast grå eller ljusbrun. Släktets individer når en kroppslängd mellan 20 och 50 centimeter, därtill kommer en 5 till 13 centimeter lång svans. Vikten ligger mellan 450 och 2000 gram. Honor har tre eller fyra par spenar.
Arterna i släktet har fyra par framtänder i överkäken medan andra medlemmar av samma familj har fem par. I underkäken har taggpunggrävlingar liksom andra punggrävlingar tre par framtänder.

## Utbredning och habitat
Taggpunggrävlingar lever främst på Nya Guinea och mindre öar i samma region. Arten Echymipera rufescens förekommer dessutom på Kap Yorkhalvön i norra Australien. Habitatet utgörs av regnskogar upp till 2000 meter över havet.

## Ekologi
Släktets individer lever utanför parningstiden ensamma och de undvikar kontakt till artfränder. De vilar på dagen i bon av blad, gräs och kvistar som de bygger i håligheter i träd, bland täta vegetationsansamlingar eller under marken. På natten letar de efter föda. Taggpunggrävlingar vistas bara på marken där de skapar stigar genom att trampa ned växtligheten. De är allätare som livnär sig bland annat av insekter, frukter, maskar och snäckor.

## Fortplantning
Honor har förmåga att para sig tre gånger per år men har vanligen bara en eller två kullar. Per kull föds en till tre ungar (sällan fyra) som tillbringar sina första veckor i moderns pung. Den äldsta individen i fångenskap blev nästan tre år gammal.

## Hot
Arterna hotas främst av att levnadsområdet förstörs och i viss mån även av jakt. Data om arternas population saknas ofta. IUCN listar Echymipera davidi som starkt hotad (EN), Echymipera echinista med kunskapsbrist (DD) och alla andra som livskraftig (LC).

## Arter
Wilson & Reeder (2005) listar fem arter i släktet.
- Echymipera kalubu är en av de mindre arterna i släktet. Den förekommer över hela Nya Guinea och på flera öar i närheten. Arten är inte sällsynt.
- Echymipera rufescens är den största taggpunggrävlingen. Den lever på Nya Guinea och på Kap Yorkhalvön och är på så sätt den enda arten som även förekommer i Australien. Arten hittades 1932 för första gången i Australien men var sedan försvunnen i flera år innan den åter iakttogs 1970. Numera är flera fynd från norra Queensland kända. Beståndet är jämförelsevis stort.
- Echymipera clara finns på norra Nya Guinea samt på ön Yapen. Med en vikt på omkring 1700 gram är arten medelstor.
- Echymipera echinista lever i ett mindre område i centrala Nya Guinea. Nästan ingenting är känt om arten.
- Echymipera davidi förekommer på en liten ö (Kiriwina) som tillhör Trobriandöarna öster om Nya Guinea. Även denna art är dåligt utforskad.